# Metal Magic
Metal Magic — дебютний студійний альбом американського хеві-метал гурту Pantera, був випущений 10 червня 1983 року лейблом Metal Magic Records. Як і наступні три релізи гурту, він музично орієнтований на звучання глем/хеві-металу під впливом Kiss і Van Halen , а не на грув-метал, яким вони прославилися у 1990-х роках, починаючи з альбому Cowboys from Hell. Альбом випущений на власному лейблі гурту (також називається Metal Magic) і спродюсований Джеррі Ебботтом (під псевдонімом "The Eld'n"), відомим кантрі-музикантом, автором пісень і продюсером, а також батьком Даймонда Даррелла і Вінні Пола, яким на момент випуску було 16 і 19 років відповідно.

## Критика
У ретроспективному огляді для AllMusic Едуардо Рівадавія дав Metal Magic здебільшого негативну оцінку в 1,5 зірки з можливих 5. Він описав альбом як «надзвичайно середній хардрок і метал» з лише двома багатообіцяючими піснями - «I'll Be Alright» і «Widowmaker». Але критик відмітив відміну гру Даррелла на гітарі.

## Треклист
| Перша сторона | Перша сторона            | Перша сторона               | Перша сторона |
| #             | Назва                    | Автор                       | Тривалість    |
| ------------- | ------------------------ | --------------------------- | ------------- |
| 1.            | «Ride My Rocket»         | Vince Abbott Darrell Abbott | 4:55          |
| 2.            | «I'll Be Alright»        | V. Abbott D. Abbott         | 3:13          |
| 3.            | «Tell Me If You Want It» | Terry Glaze                 | 3:44          |
| 4.            | «Latest Lover»           | V. Abbott D. Abbott Glaze   | 2:54          |
| 5.            | «Biggest Part of Me»     | Glaze                       | 4:49          |
| 39:37         |                          |                             |               |

| Друга сторона | Друга сторона                | Друга сторона       | Друга сторона |
| #             | Назва                        | Автор               | Тривалість    |
| ------------- | ---------------------------- | ------------------- | ------------- |
| 6.            | «Metal Magic»                | V. Abbott D. Abbott | 4:17          |
| 7.            | «Widowmaker»                 | V. Abbott D. Abbott | 3:03          |
| 8.            | «Nothin' On (But the Radio)» | Glaze               | 3:30          |
| 9.            | «Sad Lover»                  | V. Abbott D. Abbott | 3:27          |
| 10.           | «Rock Out!»                  | Glaze               | 5:45          |

## Учасники запису
Pantera
- Террі Глейз  – вокал, ритм-гітара, клавішні
- Даймбег Даррелл (вказаний як Даймонд Даррелл)  – ритм-гітара та соло-гітара
- Рекс Браун (вказаний як Рекс Рокер)  — бас-гітара
- Вінні Пол (вказаний як Вінс Ебботт) – ударні

Інші
- Джеррі Ебботт (вказаний як The Eld'n) – продюсер, звкоінженер, зведення
- MC Rather – мастеринг
- Записано в Pantego Sound, Пантего, Техас[8]